# Égry
Égry település Franciaországban, Loiret megyében. Lakosainak száma 356 fő (2022. január 1.). Égry Gaubertin, Auxy, Barville-en-Gâtinais és Beaune-la-Rolande községekkel határos.

## Népesség
A település népességének változása:
| Lakosok száma | 249  | 214  | 225  | 309  | 362  | 376  | 360  | 353  | 354  | 356  |
|               | 1968 | 1982 | 1990 | 2006 | 2013 | 2015 | 2017 | 2019 | 2020 | 2022 |